# سیارک ۱۲۲۲۳
سیارک ۱۲۲۲۳ (به انگلیسی: 12223 Hoskin، نامگذاری:1983TX) دوازده هزار و دویست و بیست و سومین سیارک کشف شده‌است که در ۸ اکتبر ۱۹۸۳ کشف شد.
قدر مطلق سیارک برابر ۱۳٫۱۰ است.